# Americká hokejová reprezentace

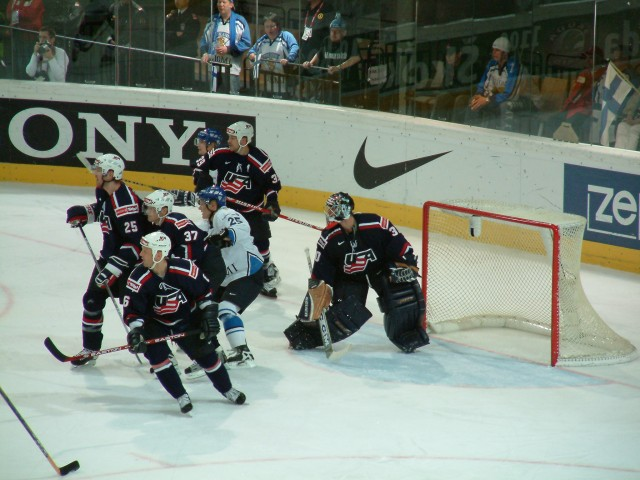
Hokejisté Spojených států v tmavých dresech na Mistrovství světa v ledním hokeji 2005 proti Finsku

Americká hokejová reprezentace je národní reprezentací Spojených států amerických. Tento tým má pod svou patronací asociace USA Hockey.

## Lední hokej na olympijských hrách
| Hokej na ZOH | Místo ZOH                           | Umístění         | Soupisky | Trenér                                      |
| ------------ | ----------------------------------- | ---------------- | -------- | ------------------------------------------- |
| LOH – 1920   | Belgie Antverpy                     | Stříbrná medaile | Soupiska | Cornelius Fellowes                          |
| ZOH – 1924   | Francie Chamonix                    | Stříbrná medaile | Soupiska | William Haddock                             |
| ZOH – 1932   | USA Lake Placid                     | Stříbrná medaile | Soupiska | Ralph Windsor                               |
| ZOH – 1936   | Německá říše Garmisch-Partenkirchen | Bronzová medaile | Soupiska | Albert Prettyman                            |
| ZOH – 1948   | Švýcarsko Svatý Mořic               | anulovány        | Soupiska | John Garrison                               |
| ZOH – 1952   | Norsko Oslo                         | Stříbrná medaile | Soupiska | John E. Pleban                              |
| ZOH – 1956   | Itálie Cortina d'Ampezzo            | Stříbrná medaile | Soupiska | John Mariucci                               |
| ZOH – 1960   | USA Squaw Valley                    | Zlatá medaile    | Soupiska | Jack Riley                                  |
| ZOH – 1964   | Rakousko Innsbruck                  | 5. místo         | Soupiska | Edward Jeremiah                             |
| ZOH – 1968   | Francie Grenoble                    | 6. místo         | Soupiska | Murray Williamson                           |
| ZOH – 1972   | Japonsko Sapporo                    | Stříbrná medaile | Soupiska | Murray Williamson                           |
| ZOH – 1976   | Rakousko Innsbruck                  | 5. místo         | Soupiska | Bob Johnson                                 |
| ZOH – 1980   | USA Lake Placid                     | Zlatá medaile    | Soupiska | Herb Brooks, Craig Patrick                  |
| ZOH – 1984   | Jugoslávie Sarajevo                 | 7. místo         | Soupiska | Lou Vairo, Tim Taylor, Doug Woog.           |
| ZOH – 1988   | Kanada Calgary                      | 7. místo         | Soupiska | Dave Peterson, Jeff Sauer, Ben Smith        |
| ZOH – 1992   | Francie Albertville                 | 4. místo         | Soupiska | Dave Peterson, Jeff Sauer, Ben Smith        |
| ZOH – 1994   | Norsko Lillehammer                  | 8. místo         | Soupiska | Tim Taylor, John Cunniff                    |
| ZOH – 1998   | Japonsko Nagano                     | 6. místo         | Soupiska | Ron Wilson, John Cunniff, Paul Holmgren     |
| ZOH – 2002   | USA Salt Lake City                  | Stříbrná medaile | Soupiska | Herb Brooks, John Cunniff, Lou Vario        |
| ZOH – 2006   | Itálie Turín                        | 8. místo         | Soupiska | Peter Laviolette                            |
| ZOH – 2010   | Kanada Vancouver                    | Stříbrná medaile | Soupiska | Ron Wilson, Scott Gordon, John Tortorella   |
| ZOH – 2014   | Rusko Soči                          | 4. místo         | Soupiska | Dan Bylsma, Peter Laviolette, Todd Richards |
| ZOH – 2018   | Jižní Korea Pchjongčchang           | 7. místo         | Soupiska | Tony Granato                                |
| ZOH – 2022   | Čína Peking                         | 5. místo         | Soupiska | David Quinn                                 |
| ZOH – 2026   | Itálie Milán                        |                  | Soupiska |                                             |

## Mistrovství světa v ledním hokeji
- skupina B

| MS – 1931   | Polsko (Krynica)                                     | Stříbrná medaile                 | Soupiska                         | Walter Brown                                    |                                  |                                  |                                  |                                  |                                  |                                  |                                  |                                  |                                  |
| MS – 1933   | ČSR (Praha)                                          | Zlatá medaile                    | Soupiska                         | Walter Brown                                    |                                  |                                  |                                  |                                  |                                  |                                  |                                  |                                  |                                  |
| MS – 1934   | Itálie (Milán)                                       | Stříbrná medaile                 | Soupiska                         | Walter Brown                                    |                                  |                                  |                                  |                                  |                                  |                                  |                                  |                                  |                                  |
| MS – 1938   | ČSR (Praha)                                          | 7. místo                         | Soupiska                         | John Hutchinson (hrající)                       |                                  |                                  |                                  |                                  |                                  |                                  |                                  |                                  |                                  |
| MS – 1939   | Švýcarsko (Basilej, Curych)                          | Stříbrná medaile                 | Soupiska                         | John Hutchinson                                 |                                  |                                  |                                  |                                  |                                  |                                  |                                  |                                  |                                  |
| MS – 1947   | ČSR (Praha)                                          | 5. místo                         | Soupiska                         | Herb Ralby                                      |                                  |                                  |                                  |                                  |                                  |                                  |                                  |                                  |                                  |
| MS – 1949   | Švédsko (Stockholm)                                  | Bronzová medaile                 | Soupiska                         | Herb Ralby                                      |                                  |                                  |                                  |                                  |                                  |                                  |                                  |                                  |                                  |
| MS – 1950   | Velká Británie (Londýn)                              | Stříbrná medaile                 | Soupiska                         | Jim Pleban (hrající)                            |                                  |                                  |                                  |                                  |                                  |                                  |                                  |                                  |                                  |
| MS – 1951   | Francie (Paříž)                                      | 6. místo                         | Soupiska                         | Laurier Charest (hrající)                       |                                  |                                  |                                  |                                  |                                  |                                  |                                  |                                  |                                  |
| MS – 1955   | NSR (Krefeld, Düsseldorf, Dortmund, Köln)            | 4. místo                         | Soupiska                         | Albert Yurkewicz                                |                                  |                                  |                                  |                                  |                                  |                                  |                                  |                                  |                                  |
| MS – 1958   | Norsko (Oslo)                                        | 5. místo                         | Soupiska                         | Cal Marvin                                      |                                  |                                  |                                  |                                  |                                  |                                  |                                  |                                  |                                  |
| MS – 1959   | Československo (Ostrava, Brno, Kladno, Kolín, Praha) | 4. místo                         | Soupiska                         | Marsh Ryman                                     |                                  |                                  |                                  |                                  |                                  |                                  |                                  |                                  |                                  |
| MS – 1961   | Švýcarsko (Ženeva, Lausanne)                         | 6. místo                         | Soupiska                         | John Pleban                                     |                                  |                                  |                                  |                                  |                                  |                                  |                                  |                                  |                                  |
| MS – 1962   | USA (Colorado Springs, Denver)                       | Bronzová medaile                 | Soupiska                         | John Pleban                                     |                                  |                                  |                                  |                                  |                                  |                                  |                                  |                                  |                                  |
| MS – 1963   | Švédsko (Stockholm)                                  | 8. místo                         | Soupiska                         | Harry Cleverly                                  |                                  |                                  |                                  |                                  |                                  |                                  |                                  |                                  |                                  |
| MS – 1965   | Finsko (Tampere, Pori)                               | 6. místo                         | Soupiska                         | Ken Yackel                                      |                                  |                                  |                                  |                                  |                                  |                                  |                                  |                                  |                                  |
| MS – 1966   | Jugoslávie (Lublaň)                                  | 6. místo                         | Soupiska                         | Bill Buzak                                      |                                  |                                  |                                  |                                  |                                  |                                  |                                  |                                  |                                  |
| MS – 1967   | Rakousko (Vídeň)                                     | 5. místo                         | Soupiska                         | Murray Williamson                               |                                  |                                  |                                  |                                  |                                  |                                  |                                  |                                  |                                  |
| MS – 1969   | Švédsko (Stockholm)                                  | 6. místo                         | Soupiska                         | John Mayasich (hrající)                         |                                  |                                  |                                  |                                  |                                  |                                  |                                  |                                  |                                  |
| MS – 1970 B | Rumunsko Bukurešť                                    | Zlatá medaile                    |                                  |                                                 |                                  |                                  |                                  |                                  |                                  |                                  |                                  |                                  |                                  |
| MS – 1971   | Švýcarsko (Bern, Ženeva)                             | 6. místo                         | Soupiska                         | Murray Williamson                               |                                  |                                  |                                  |                                  |                                  |                                  |                                  |                                  |                                  |
| MS – 1972   | ČSSR (Praha)                                         | 8. místo                         |                                  |                                                 |                                  |                                  |                                  |                                  |                                  |                                  |                                  |                                  |                                  |
| MS – 1973   | SSSR (Moskva)                                        | 8. místo                         |                                  |                                                 |                                  |                                  |                                  |                                  |                                  |                                  |                                  |                                  |                                  |
| MS – 1974 B | Jugoslávie Lublaň                                    | Zlatá medaile                    |                                  |                                                 |                                  |                                  |                                  |                                  |                                  |                                  |                                  |                                  |                                  |
| MS – 1975   | NSR (Mnichov, Düsseldorf)                            | 6. místo                         | Soupiska                         | Bob Johnson                                     |                                  |                                  |                                  |                                  |                                  |                                  |                                  |                                  |                                  |
| MS – 1976   | Polsko (Katovice)                                    | 4. místo                         | Soupiska                         | John Mariucci, Glenn Gostick                    |                                  |                                  |                                  |                                  |                                  |                                  |                                  |                                  |                                  |
| MS – 1977   | Rakousko (Vídeň)                                     | 6. místo                         | Soupiska                         | John Mariucci                                   |                                  |                                  |                                  |                                  |                                  |                                  |                                  |                                  |                                  |
| MS – 1978   | ČSSR (Praha)                                         | 6. místo                         | Soupiska                         | John Marriuci                                   |                                  |                                  |                                  |                                  |                                  |                                  |                                  |                                  |                                  |
| MS – 1979   | SSSR (Moskva)                                        | 7. místo                         | Soupiska                         | Herb Brooks                                     |                                  |                                  |                                  |                                  |                                  |                                  |                                  |                                  |                                  |
| MS – 1981   | Švédsko (Stockholm, Göteborg)                        | 5. místo                         | Soupiska                         | Bob Johnson                                     |                                  |                                  |                                  |                                  |                                  |                                  |                                  |                                  |                                  |
| MS – 1982   | Finsko (Tampere, Helsinky)                           | 8. místo                         | Soupiska                         | Bill Sellmann                                   |                                  |                                  |                                  |                                  |                                  |                                  |                                  |                                  |                                  |
| MS – 1983 B | Tokio                                                | Zlatá medaile                    |                                  |                                                 |                                  |                                  |                                  |                                  |                                  |                                  |                                  |                                  |                                  |
| MS – 1985   | ČSSR (Praha)                                         | 4. místo                         | Soupiska                         | Dave Peterson, Jeff Sauer                       |                                  |                                  |                                  |                                  |                                  |                                  |                                  |                                  |                                  |
| MS – 1986   | SSSR (Moskva)                                        | 6. místo                         | Soupiska                         | Dave Peterson, Jeff Sauer                       |                                  |                                  |                                  |                                  |                                  |                                  |                                  |                                  |                                  |
| MS – 1987   | Rakousko (Vídeň)                                     | 7. místo                         | Soupiska                         | Dave Peterson                                   |                                  |                                  |                                  |                                  |                                  |                                  |                                  |                                  |                                  |
| MS – 1989   | Švédsko (Stockholm)                                  | 6. místo                         | Soupiska                         | Tim Taylor                                      |                                  |                                  |                                  |                                  |                                  |                                  |                                  |                                  |                                  |
| MS – 1990   | Švýcarsko (Bonn, Fribourg)                           | 5. místo                         | Soupiska                         | Tim Taylor, Ben Smith                           |                                  |                                  |                                  |                                  |                                  |                                  |                                  |                                  |                                  |
| MS – 1991   | Finsko (Turku, Tampere, Helsinky)                    | 4. místo                         | Soupiska                         | Tim Taylor                                      |                                  |                                  |                                  |                                  |                                  |                                  |                                  |                                  |                                  |
| MS – 1992   | ČSFR (Praha, Bratislava)                             | 7. místo                         | Soupiska                         | Tim Taylor                                      |                                  |                                  |                                  |                                  |                                  |                                  |                                  |                                  |                                  |
| MS – 1993   | SRN (Dortmund, Mnichov)                              | 6. místo                         | Soupiska                         |                                                 |                                  |                                  |                                  |                                  |                                  |                                  |                                  |                                  |                                  |
| MS – 1994   | Itálie (Canezei, Bolzano, Milán)                     | 4. místo                         | Soupiska                         | Ron Wilson                                      |                                  |                                  |                                  |                                  |                                  |                                  |                                  |                                  |                                  |
| MS – 1995   | Švédsko (Stockholm)                                  | 6. místo                         | Soupiska                         |                                                 |                                  |                                  |                                  |                                  |                                  |                                  |                                  |                                  |                                  |
| MS – 1996   | Rakousko (Vídeň)                                     | Bronzová medaile                 | Soupiska                         | Ron Wilson, Ted Sator                           |                                  |                                  |                                  |                                  |                                  |                                  |                                  |                                  |                                  |
| MS – 1997   | Finsko (Helsinky, Turku, Tampere)                    | 6. místo                         | Soupiska                         | Jeff Jackson, Bob Mancini                       |                                  |                                  |                                  |                                  |                                  |                                  |                                  |                                  |                                  |
| MS – 1998   | Švýcarsko (Curych, Basilej)                          | 12. místo                        | Soupiska                         | Jeff Jackson                                    |                                  |                                  |                                  |                                  |                                  |                                  |                                  |                                  |                                  |
| MS – 1999   | Norsko (Hamar, Lillehammer, Oslo)                    | 6. místo                         | Soupiska                         | Terry Murray                                    |                                  |                                  |                                  |                                  |                                  |                                  |                                  |                                  |                                  |
| MS – 2000   | Rusko (Petrohrad)                                    | 5. místo                         | Soupiska                         | Lou Vairo                                       |                                  |                                  |                                  |                                  |                                  |                                  |                                  |                                  |                                  |
| MS – 2001   | Německo (Norimberk, Kolín nad Rýnem, Hannover)       | 4. místo                         | Soupiska                         | Lou Vairo, Curt Fraser                          |                                  |                                  |                                  |                                  |                                  |                                  |                                  |                                  |                                  |
| MS – 2002   | Švédsko (Göteborg, Jönköping, Karlstad)              | 7. místo                         | Soupiska                         | Lou Vairo, Nick Fotiu                           |                                  |                                  |                                  |                                  |                                  |                                  |                                  |                                  |                                  |
| MS – 2003   | Finsko (Helsinky)                                    | 13. místo                        | Soupiska                         | Lou Vairo, Jay Leach                            |                                  |                                  |                                  |                                  |                                  |                                  |                                  |                                  |                                  |
| MS – 2004   | Česko (Praha, Ostrava)                               | Bronzová medaile                 | Soupiska                         | Peter Laviolette, Jay Leach                     |                                  |                                  |                                  |                                  |                                  |                                  |                                  |                                  |                                  |
| MS – 2005   | Rakousko (Vídeň, Innsbruck)                          | 6. místo                         | Soupiska                         | Peter Laviolette, John Tortorella, Keith Allain |                                  |                                  |                                  |                                  |                                  |                                  |                                  |                                  |                                  |
| MS – 2006   | Lotyšsko (Riga)                                      | 7. místo                         | Soupiska                         | Jim Johannson, Jay Leach, Keith Allain          |                                  |                                  |                                  |                                  |                                  |                                  |                                  |                                  |                                  |
| MS – 2007   | Rusko (Moskva, Petrohrad)                            | 5. místo                         | Soupiska                         | Mike Sullivan, Barry Smith, David Quinn         |                                  |                                  |                                  |                                  |                                  |                                  |                                  |                                  |                                  |
| MS – 2008   | Kanada (Québec, Halifax)                             | 6. místo                         | Soupiska                         | John Tortorella, Mike Sullivan                  |                                  |                                  |                                  |                                  |                                  |                                  |                                  |                                  |                                  |
| MS – 2009   | Švýcarsko (Bern, Kloten)                             | 4. místo                         | Soupiska                         | Ron Wilson, Scott Gordon                        |                                  |                                  |                                  |                                  |                                  |                                  |                                  |                                  |                                  |
| MS – 2010   | Německo (Kolín nad Rýnem a Mannheim)                 | 13. místo                        | Soupiska                         | Scott Gordon, Todd Richards                     |                                  |                                  |                                  |                                  |                                  |                                  |                                  |                                  |                                  |
| MS – 2011   | Slovensko (Bratislava,Košice)                        | 8. místo                         | Soupiska                         | Scott Gordon, Phil Housley                      |                                  |                                  |                                  |                                  |                                  |                                  |                                  |                                  |                                  |
| MS – 2012   | Finsko a Švédsko                                     | 7. místo                         | Soupiska                         | Scott Gordon                                    |                                  |                                  |                                  |                                  |                                  |                                  |                                  |                                  |                                  |
| MS – 2013   | Švédsko a Finsko (Stockholm, Helsinky)               | Bronzová medaile                 | Soupiska                         | Joe Sacco                                       |                                  |                                  |                                  |                                  |                                  |                                  |                                  |                                  |                                  |
| MS – 2014   | Bělorusko (Minsk)                                    | 6. místo                         | Soupiska                         | Peter Laviolette                                |                                  |                                  |                                  |                                  |                                  |                                  |                                  |                                  |                                  |
| MS – 2015   | Česko (Praha, Ostrava)                               | Bronzová medaile                 | Soupiska                         | Todd Richards, Dan Bylsma, Greg Carvel          |                                  |                                  |                                  |                                  |                                  |                                  |                                  |                                  |                                  |
| MS – 2016   | Rusko (Moskva, Petrohrad)                            | 4. místo                         | Soupiska                         | Todd Richards, John Hynes, David Quinn          |                                  |                                  |                                  |                                  |                                  |                                  |                                  |                                  |                                  |
| MS – 2017   | Německo (Kolín nad Rýnem) a Francie (Paříž)          | 5. místo                         | Soupiska                         | John Hynes, Todd Richards, David Quinn          |                                  |                                  |                                  |                                  |                                  |                                  |                                  |                                  |                                  |
| MS – 2018   | Dánsko (Kodaň, Herning)                              | Bronzová medaile                 | Soupiska                         | Jeff Blashill, Dan Bylsma, Don Granato          |                                  |                                  |                                  |                                  |                                  |                                  |                                  |                                  |                                  |
| MS – 2019   | Slovensko (Bratislava, Košice)                       | 7. místo                         | Soupiska                         | Jeff Blashill, Dan Bylsma, John Hynes           |                                  |                                  |                                  |                                  |                                  |                                  |                                  |                                  |                                  |
| MS – 2020   | Švýcarsko (Curych, Lausanne)                         | Zrušeno kvůli pandemii covidu-19 | Zrušeno kvůli pandemii covidu-19 | Zrušeno kvůli pandemii covidu-19                | Zrušeno kvůli pandemii covidu-19 | Zrušeno kvůli pandemii covidu-19 | Zrušeno kvůli pandemii covidu-19 | Zrušeno kvůli pandemii covidu-19 | Zrušeno kvůli pandemii covidu-19 | Zrušeno kvůli pandemii covidu-19 | Zrušeno kvůli pandemii covidu-19 | Zrušeno kvůli pandemii covidu-19 | Zrušeno kvůli pandemii covidu-19 |
| MS – 2021   | Lotyšsko (Riga)                                      | Bronzová medaile                 | Soupiska                         | Jack Capuano, Nate Leaman, Adam Nightingale     |                                  |                                  |                                  |                                  |                                  |                                  |                                  |                                  |                                  |
| MS – 2022   | Finsko Helsinky a Tampere                            | 4. místo                         | Soupiska                         | David Quinn                                     |                                  |                                  |                                  |                                  |                                  |                                  |                                  |                                  |                                  |
| MS – 2023   | Lotyšsko a Finsko (Riga, Tampere)                    | 4. místo                         | Soupiska                         | David Quinn                                     |                                  |                                  |                                  |                                  |                                  |                                  |                                  |                                  |                                  |
| MS – 2024   | (Praha, Ostrava)                                     | 5. místo                         | Soupiska                         | John Hynes                                      |                                  |                                  |                                  |                                  |                                  |                                  |                                  |                                  |                                  |
| MS – 2025   | Švédsko a Dánsko (Stockholm, Herning)                | Zlatá medaile                    | Soupiska                         | Ryan Warsofsky                                  |                                  |                                  |                                  |                                  |                                  |                                  |                                  |                                  |                                  |

## Kanadský pohár
| Rok       | Místa turnaje                                                                        | Umístění         |
| --------- | ------------------------------------------------------------------------------------ | ---------------- |
| KP – 1976 | Montreal, Toronto, Philadelphia, Winnipeg, Ottawa, Quebec                            | 5. místo         |
| KP – 1981 | Montreal, Winnipeg, Ottawa, Edmonton                                                 | 4. místo         |
| KP – 1984 | Halifax, Montreal, Calgary, Londýn, Edmonton, Vancouver, Buffalo                     | 4. místo         |
| KP – 1987 | Calgary, Hamilton, Ottawa, Halifax, Montreal, Sydney                                 | 5. místo         |
| KP – 1991 | Toronto, Hamilton, Montreal, Ottawa, Quebec, Saskatoon, Chicago, Detroit, Pittsburgh | Stříbrná medaile |

## Světový pohár
| Rok       | Místa turnaje                                                                                           | Umístění      |
| --------- | --- | ------------- |
| SP – 1996 | Stockholm, Helsinky, Praha, Garmisch-Partenkirchen, Ottawa, Philadelphia, Montreal, Vancouver, New York | Zlatá medaile |
| SP – 2004 | Helsinky, Stockholm, Montreal, Kolín nad Rýnem, Saint Paul, Praha, Toronto                              | 4. místo      |
| SP – 2016 | Columbus, Ottawa, Washington, D.C.                                                                      | 7. místo      |

## Dresy
| ZOH 1980 | ZOH 1988 | 1989–1992 | ZOH 1994 | MS 1998 |
|          |          |           | \| \|    |         |
|          |          |           |          |         |

| ZOH 1998 a MS 1999–2000 | MS 2001–2004 | SP 2004 | ZOH 2014 |
|                         |              |         |          |

| ZOH 2014 | MS 2014 | SP 2016 | ZOH 2018 |
|          |         |         |          |

|  |

|  |